# Поп-ит

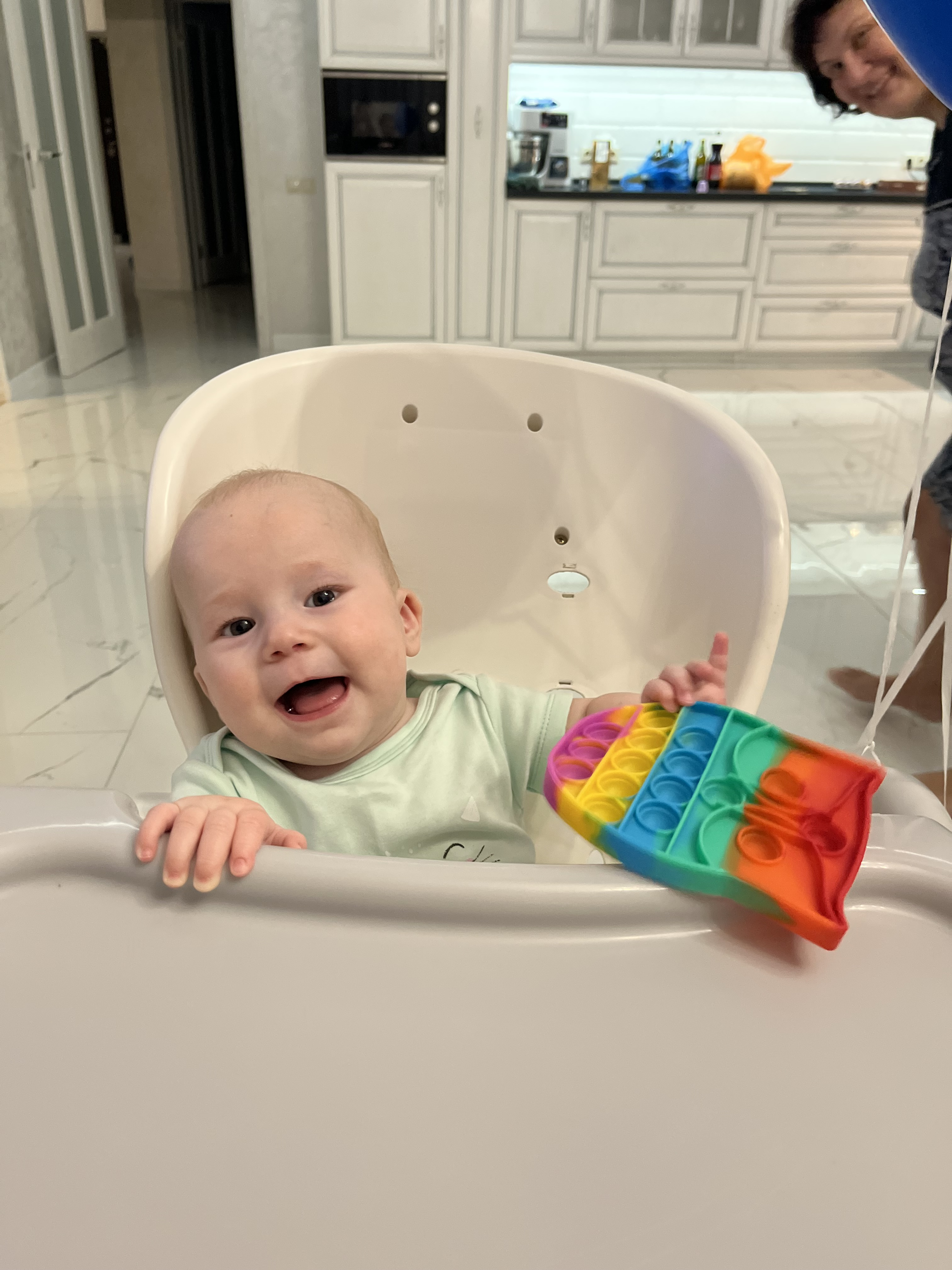
Поп-ит в руках ребёнка

Поп-ит (от англ. pop it — «лопни это»), попыт — кнопочная антистрессовая игрушка, получившая популярность среди детей и подростков весной 2021 года. Представляет собой резиновую или силиконовую игрушку с полусферами для нажатия, при котором издаётся щёлкающий звук. Эти полусферы получили название «пупырок» по аналогии с пузырчатой упаковкой, в которой похожие полусферы можно лопать со звуком. Сама игрушка в России известна также как «вечная пупырка».
Поп-ит часто сравнивают с другой игрушкой — симплом-димплом, который, в отличие от поп-ита, имеет меньшее количество пузыриков и пластиковый корпус. Обе игрушки выполняют ту же роль, что и ставшие популярными в 2017 году спиннеры.
В русскоязычном интернете для pop-it закрепилось название «попыт»; человек, использующий поп-ит — «попытер».

## Использование
Согласно исследованию «Яндекс.Маркет Аналитика», большинство покупателей поп-ита — женщины 35-44 лет, вероятно, покупающие их детям.
«Попытеры» нередко играют с подписчиками в хостинге коротких видео «TikTok». Например, в комментариях загадывают число, после чего попытер закидывает шарик под поп-ит и начинает считать и лопать пузырьки до тех пор, пока не дойдёт до пузырька с шариком. Если загаданное число совпало с числом, попавшим при данном счёте на шарик, подписчик победил.
Кроме того, поп-иты можно использовать для развлечений вдвоём, но в некоторых случаях нужен игральный кубик. Игроки кидают его по очереди и выдавливают столько пупырок, сколько показал кубик. Попытер, которому в конце не хватит полусфер для выдавливания, проигрывает.

## Критика
Наталья Николаевна Искра, кандидат психологических наук:
Нашему мозгу очень важно переключение, если мы находимся в состоянии стресса. Одни из способов переключиться — это такая игрушка типа поп-ит. Но такой же эффект будет, если мы 20 раз поприседаем.
Медицинский журналист Дарья Саркисян:
Кто-то щелкает ручкой, кто-то крутит спиннер. Другими словами, ничего принципиально нового в поп-итах и симпл-димплах нет — это просто очередной способ занять гиперактивные руки. Есть данные, что такого рода движения помогают людям сконцентрироваться или, наоборот, отвлечься. Для кого-то это способ справиться с тревогой. Но, как предупреждают эксперты, считать такие игрушки спасением не стоит: данные об их пользе не то чтобы очень надежные, да и окружающие не всегда в восторге от подобных методов.